# Lenti a contatto (album)
Lenti a contatto è un album del cantante italiano Sandro Giacobbe, pubblicato dall'etichetta discografica CGD nel 1978.
L'album contiene 9 brani, 8 dei quali sono composti dalla coppia formata da Daniele Pace e Oscar Avogadro con la collaborazione dello stesso interprete, che firma anche E lo sai insieme a Malvica. Gli arrangiamenti sono curati da Natale Massara, che dirige l'orchestra.
Dal disco è tratto il singolo Volare via/Nina.

## Tracce

### Lato A
1. Volare via
2. Il pozzo dei miraggi
3. E lo sai
4. Nina
5. Stringimi di più

### Lato B
1. Lenti a contatto
2. Puoi
3. C'è
4. Dietro ai rami del ciliegio